# Fotossíntese artificial

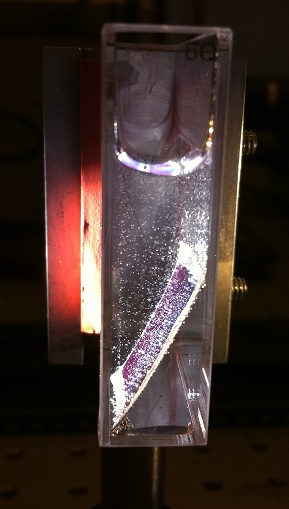
Célula fotoelétrica em ambiente de laboratório. Os catalizadores aderem à célula que se submerge em água e se ilumina por luz solar simulada. As bolhas que se vêm são de oxigénio (que se forma na parte frontal da célula) e de hidrogénio (formado na parte posterior da célula).

A fotossíntese artificial é um campo de investigação com o objetivo de imitar a fotossíntese natural das plantas, com a finalidade de converter dióxido de carbono e água em carboidratos e em oxigênio, utilizando a luz do Sol.
Na fotossíntese natural existem dezenas de enzimas que catalisam várias reações individuais. Apesar disso, todo o processo poder ser dividido conceitualmente em duas fases principais, que interagem mediante moléculas transportadoras de energia, sendo elas: as reações luminosas, que dependem da luz do Sol, e as reações escuras, que podem ocorrer na ausência de luz. Estas reações têm muita importância tanto do ponto de vista científico como do ponto de vista econômico, dada sua potencial aplicação na exploração da energia solar. Entretanto, o processo é tão complexo que, mesmo em um laboratório, é difícil de replicar.
O termo fotossíntese artificial se aplica aos processos que, inspirados na fotossíntese natural, buscam utilizar a energia solar para produzir outros tipos de energia que podem ser aproveitados pelo homem de maneira limpa e eficiente, de forma que no futuro possa ser produzida uma «planta artificial» que seja capaz de armazenar energia na forma de compostos orgânicos a partir do óxido carboxílico e óleo. Isto faz com que a fotossíntese artificial seja uma tecnologia atrativa não só do ponto de vista prático e econômico, mas também do ponto de vista ecológico, já que potencialmente poderia ajudar a mitigar ou reverter alguns dos efeitos adversos produzidos pelo consumo de combustíveis fósseis como, por exemplo, o aquecimento global.
As investigações em relação à fotossíntese artificial podem ser divididas de acordo com a fase da fotossíntese natural que buscam replicar, sendo elas: a separação das moléculas de água para obter hidrogênio e oxigênio, que ocorrem na fase luminosa; e a fixação do dióxido de carbono, que ocorre na fase escura.

## Separação das moléculas de água na célula (fase luminosa)
A fase luminosa, como o nome indica, ocorre na presença da luz solar. Durante esta fase as plantas convertem a energia luminosa – na forma de fótons – em energia química – na forma de duas moléculas transportadoras: ATP e NADPH. A energia necessária para estas reações é absorvida por moléculas de pigmento (como a clorofila, os carotenos e as ficocianinas) que, junto com moléculas transportadoras de elétrons, formam complexos proteicos bastante especializados denominados fotossistemas, que são alimentados com elétrons provenientes de moléculas de água, tendo como resíduos moléculas de hidrogênio e oxigênio.
O processo que permite obter hidrogênio e oxigênio a partir de água recebe o nome de electrólise da água, e consiste em aplicar uma carga elétrica com suficiente potencial sobre moléculas de água para separar os átomos que as compõem, já que é uma reação que não sucede de maneira espontânea. Para realizá-la é necessário quatro componentes, que têm sua correspondência dentro das plantas: um cátodo onde se concentra o hidrogênio (moléculas de NADP+), um ânodo onde se concentra o oxigênio (que é liberado no ar), um eletrólito ou catalisador (os complexos fotossintéticos) e uma fonte de energia (as moléculas de clorofila que absorvem a luz do Sol).
Ainda que a eletrólise seja facilmente replicável em um laboratório mediante o uso de eletricidade, o desafio consiste em fabricar dispositivos, denominados célula fotoeletroquímica, capazes de utilizar a energia solar para manter a reação de acordo com três critérios: a reação deve ser eficiente, os materiais empregados em sua construção devem ser resistentes à corrosão provocada pelo eletrólito e os materiais devem ser próximos ao limite do potencial REDOX do hidrogênio e do oxigênio. Os critérios antes mencionados impõem grandes limites na seleção dos materiais empregados para a fabricação do cátodo e do ânodo, assim como também na seleção do catalisador utilizado.
O hidrogênio é um produto importante já que atualmente se utiliza para a produção de fertilizantes, para hidrolisar gorduras, como um agente redutor de alguns minerais e outros processos industriais. Ele também pode ser utilizado como combustível de maneira direta e, inclusive, substituir a gasolina nos veículos com motor a explosão. A maior parte da produção de hidrogênio, atualmente, se realiza a partir de hidrocarbonetos, e se utiliza no mesmo local de onde é obtido, pois permite sintetizar alguns derivados do petróleo, já que usá-lo como combustível atualmente não é viável. Os cientistas estudam o processo da fotossíntese pois, nas reações luminosas se produz hidrogênio a partir de energia solar e água de maneira muito eficiente.

## Fixação do dióxido de carbono (fase escura)
Durante a fase escura, as plantas depositam a energia armazenada em moléculas de ATP e NADPH produzidas durante as reações luminosas para sintetizar glicose a partir de dióxido de carbono e água, e se chama fase escura já que as reações podem ocorrer em ausência de luz, sempre e quando existam suficientes moléculas de ATP e NADPH disponíveis. Este conjunto de reações também é conhecido pelo nome de Ciclo de Calvin-Benson ou C3 (carbono 3).
A fixação do carbono inicia com moléculas de RuBP, um açúcar especial de cinco carbonos, que se combinam com uma molécula de CO2 da atmosfera originando um composto intermédio, instável, com seis carbonos. Devido à sua instabilidade, este composto origina de imediato duas moléculas de PGAL, constituído por 3 carbonos. Estas duas moléculas são fosforiladas pelo ATP e posteriormente reduzidas pelo NADPH, a partir da fase dependente da luz. De cada doze moléculas de PGAL sintetizadas, só dez são utilizadas para regenerar o BPRu utilizado no início do ciclo, e as duas restantes se ocupam para a síntese de glicose e outras moléculas orgânicas que a planta necessita. O aspecto mais importante deste conjunto de reações do ponto de vista científico é por ser um processo cíclico, de forma que os mesmos reativos podem ser utilizados uma e outra vez, de maneira muito eficiente, para armazenar o dióxido de carbono absorvido do ar em compostos orgânicos que podem ser usados posteriormente no equivalente a um combustível.
Apesar de já existirem catalisadores capazes de converter CO2 em monóxido de carbono (CO), o problema é que atualmente são muito ineficientes. Para o desenho de novos catalisadores, os pesquisadores buscam inspiração na coenzima NADP+/NADPH, que pode ser visto como um “braço robótico” que recolhe um próton e dois elétrons da água durante as reações luminosas e os utiliza posteriormente durante o ciclo C3 para produzir carboidratos. O que faz esta molécula tão particular é que durante a fotossíntese ela é reciclável, de forma que a mesma molécula pode ser utilizada várias vezes, uma característica que ainda não foi reproduzida em laboratório.
O objetivo principal das investigações referentes à fase escura consiste em poder gerar uma molécula que, na presencia de luz, seja capaz de reativar-se e, como na eletrólise, se pretende entender bem este processo para poder desenhar catalisadores artificiais capazes de produzir combustíveis a partir de dióxido de carbono ou algum de seus derivados no futuro.

## Impacto econômico
Em 2007 foi produzido no mundo 19.8x103 TWh, o equivalente a 12,029 milhões de toneladas de petróleo de eletricidade, dos quais 34% foram produzidos a partir de petróleo, 26.5% de carbono, 20.9% de gás natural, sendo o restante produzida por fontes renováveis, das quais a luz solar corresponde por volta dos 0.7%. Estas cifras contrastam com o imenso potencial da energia solar, já que em media 120x103 TW golpeiam a Terra a todo momento, dos quais a fotossíntese consome apenas 90 TW no total.
A razão pela qual a energia solar, e em geral as energias renováveis, representem uma fração tão pequena da produção mundial não tem a ver com seu potencial, mas com seu custo. Em 2002 o custo da produção de eletricidade a partir de energia solar nos Estados Unidos oscilava entre 25 e 50 centavos por kWh. Em comparação, o petróleo custou entre 6 e 8 centavos e o carbono entre 1 e 4 centavos, representando uma diferença de mais de 1200%.
A fotossíntese natural tem um rendimento energético muito baixo, entre em 1 e 2 %. Em 2015, cientistas do Joint Center for Artificial Photosynthesis (JCAP) conseguiram uma marca mundial de rendimento de 10 % em energia armazenada com um sistema completo, eficiente, seguro e integrado. Isso, por si só, já está no limiar da rentabilidade econômica.
Por outro lado, no final de 2008, a quantidade de reservas comprovadas a nível mundial chegaram a 170.8 bilhões de toneladas de petróleo, e a quantidade total existente a 408.2 milhões de toneladas. Apesar da exorbitante diferença de preços de produção, o interesse pelas energias limpas e renováveis aumentaram devido no interesse cada vez maior em diminuir os efeitos ambientais derivados da queima de combustíveis fósseis. Desafortunadamente, a evidencia sugere que as energias renováveis não poderão ter um papel significativo na produção de eletricidade a nível mundial a menos que se desenvolvam mecanismos que diminuam de maneira dramática seus custos de produção.
A importância da fotossíntese artificial do ponto de vista econômico é que é uma tecnologia (ou melhor, uma série delas) que poderia reduzir os custos de produção de eletricidade a partir de energia solar de maneira significativa, já que tem por objetivo produzir eletricidade não só de maneira eficiente, mas também barata.